# Soós Mihály (kanonok)
Soós Mihály (Úrházpuszta, Nagydém mellett (Veszprém megye), 1832. február 13. – Csorna, 1899. május 15.) premontrei-rendű kanonok.

## Élete
Iskoláit Pápán, Veszprémben és Győrött elvégezvén, a Szent Benedek-rendbe lépett, melynek négy és fél évig volt tagja. 1855-ben azonban a csornai premontrei kanonok-rendbe lépett át, melynek kebelében teológiai tanulmányait végezte és áldozópappá avatták fel. Mint gimnáziumi tanár Szombathelyen kezdte meg működését, majd négy év múlva Keszthelyre helyezték át, ahol a természettan- és mennyiségtanból tanári képesítést szerzett, megelőzőleg egy évet a budapesti egyetemen töltve.
Az 1860-as évek elején a Keszthelyen felállítandó országos gazdasági tanintézet terve határozottabb alakot nyervén, Simon Vince csornai premontrei prépost, aki keszthelyi származású volt, a tanintézet létrejöttét elősegítendő, Soóst alkalmazta az 1865. november 1-jén megnyilt tanintézetnél mint a mennyiségtani és természettudományi szakok rendes tanárát, mely állásában egyfolytában 24 évet, a tanári pályán pedig 33 évet töltött el.
1889 őszén Csornára vonult vissza, ahol a rend növendékeinek oktatásával, a kiváló művekben gazdag könyvtár kezelésével, az iskolaügy előmozdításával foglalkozott. Megkapta 1876-ban a Ferenc József-lovagrend keresztjét és nyugalomba lépése alkalmával a legfelsőbb elismerést.

## Írásai
Cikkei az Erdészeti és Gazdászati Lapokban (1867. Közlemények éghajlati viszonyaink köréből, A keszthelyi időjárás átnézete 1867. jan. és febr. hónapokban); a Természetben (III. 1871. Légköri fénytünemények. Képekkel. I. Nap- és holdudvarok, II. Melléknapok és mellékholdak, Békét az apró madaraknak, Kalifornia óriásfái); a Figyelőben (1876. Nyilt levél Bodnár Zsigmond úrhoz); a Magyar Államban (1885. 304. sz. Egy új könyvről, 1892. 275. Egy vitás szó helyes kiejtése: Keresztény).

## Munkái
- Éghajlattan. A természettudományok kedvelőinek. Pest, 1870. 24 részben szinezett szöveg-ábrával és 3 színnyom. táblával
- Gazdasági táblák. Hartinger után átdolgozták Balás Árpád és Soós Mihály. Bpest, 1875 (Baromfitenyésztés, 2 tábla, Hasznos és nem hasznos madarak. 1872-73 és 1875, Uo. (a szöveget S. írta)
- Emlékirat a tanítói rendek ügyében. Válaszul a «Szabad Egyház» 74. és 75. számaiban «Önkormányzat» felírással közzétett czikkekre. Uo. 1872
- A keresztény álláspontja a természetben. Uo. 1877, 1879, 1882, három kötet, 36 szövegábrával (Házi Kincstár XXVI., XXXI., XXXVII.)
- Vázlatok a földisme és földtan köréből, tanuló gazdák számára. Keszthely, 1889

Szerkesztette a keszthelyi gazdasági tanintézet Értesítőjét 1874-ben.